# Ricardo Anaya Cortés

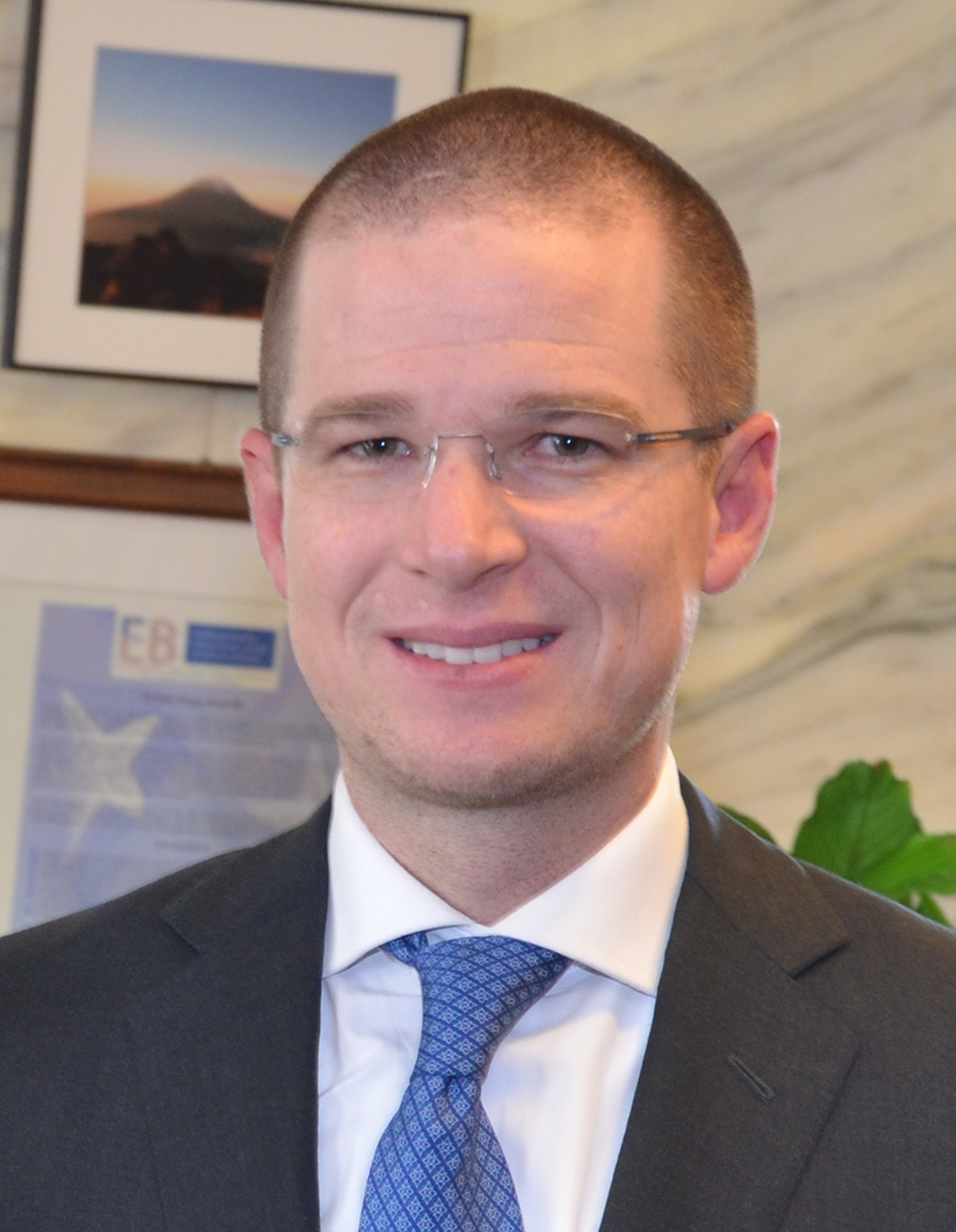
Ricardo Anaya Cortés

Ricardo Anaya Cortés (geboren am 25. Februar 1979 in Querétaro) ist ein mexikanischer Rechtsanwalt und Politiker (PAN). Er hatte verschiedene politische Ämter inne und war Vorsitzender der christdemokratisch-konservativen Partido Acción Nacional (PAN). 2018 trat er als Präsidentschaftskandidat an und erreichte das zweitbeste Ergebnis.

## Leben
Ricardo Anaya Cortés erwarb einen Bachelor in Rechtswissenschaften an der Universidad Autónoma de Querétaro. An der Universidad del Valle de México machte er einen Master in Steuerrecht. Einen Ph.D. in Politikwissenschaft und Sozialwissenschaften mit Auszeichnung erlangte er an der Universidad Nacional Autónoma de México (UNAM). Er war als Dozent für Verfassungsrecht und Staatstheorie an der Law School der Universidad Autónoma de Querétaro tätig.
Von 2003 bis 2009 war Anaya Privatsekretär des Gouverneurs des Bundesstaates Queretaro, Francisco Garrido Patrón. Am 1. April 2011 ernannte Präsident Calderón Anaya zum Staatssekretär für Tourismusplanung im Ministerium für Tourismus der Bundesregierung Mexikos. Er wurde 2013 Präsident der Abgeordnetenkammer und blieb dies bis zum 5. März 2014.
Von 2015 bis in den Dezember 2017 hatte Anaya den Parteivorsitz der PAN inne. 2018 trat er mit einem Wahlbündnis der PRD, der Bürgerbewegung MC und seiner PAN als Präsidentschaftskandidat bei den Präsidentschaftswahlen 2018 an. Er erreichte das zweitbeste Stimmenergebnis nach Andrés Manuel López Obrador.